# Stefan Bajcetic
Stefan Bajcetic Maquieira (Vigo, 22 oktober 2004) is een Spaans profvoetballer die bij voorkeur als defensieve middenvelder speelt. Hij doorliep de jeugdopleiding van Celta de Vigo en maakte in 2020 de overstap naar Liverpool, waar hij in 2022 zijn professionele debuut maakte. Sinds augustus 2024 komt hij op huurbasis uit voor RB Salzburg.

## Clubcarrière

### Jeugd
Bajcetic werd op 22 oktober 2004 geboren in het Spaanse Vigo. Hij is de zoon van Srđan Bajčetić, een voormalig Servisch profvoetballer. In 2009 begon hij met voetballen in de jeugdopleiding van Celta de Vigo. In 2020 plukte het Engelse Liverpool de jonge middenvelder weg. Na daar twee jaar bij de jeugd te hebben gespeeld promoveerde Bajcetic in 2022 naar het eerste elftal.

### Liverpool
Bajcetic maakte zijn professionele debuut op 27 augustus 2022 in een 9-0-overwinning tegen Bournemouth. 21 minuten voor tijd mocht hij invallen voor kapitein Jordan Henderson. Op 13 september speelde hij zijn eerste wedstrijd in de Champions League, in een overwinning tegen Ajax. Zijn eerste doelpunt maakte Bajcetic op 26 december, tegen Aston Villa. Tien minuten voor tijd zette hij de 1-3-einstand op het bord. Hij werd zo de op een na jongste Spaanse doelpuntenmaker in de Premier League, na Cesc Fàbregas. 
Doorheen het seizoen groeide Bajcetic uit tot een vaste waarde op het middenveld van Liverpool. Zijn prestaties werden in januari beloond met een verbeterd contract tot 2027. Na zijn eerste Merseyside-derby tegen Everton werd hij door analist en ex-Liverpool-speler Jamie Carragher tot man van de match benoemd. Ook ploeggenoot Mohamed Salah had lof voor de jonge middenvelder en zei dat Bajcetic een van de beste spelers van Liverpool was. Op 21 februari werd hij met 18 jaar en 122 dagen de jongste Liverpool-speler ooit die aan een Champions League-wedstrijd mocht beginnen. Desondanks verloor Liverpool de wedstrijd met 2-5 van Real Madrid. Op 16 maart raakte bekend dat Bajcetic de rest van het seizoen zou moeten missen omwille van een spierblessure.
Op donderdag 21 september maakte Bajcetic zijn rentree. Hij begon op de voor hem nieuwe positie van rechtsachter aan de Europa League-wedstrijd tegen LASK, die met 1-3 werd gewonnen. Na een uur werd hij gewisseld voor Joe Gomez.

#### Verhuur aan Red Bull Salzburg
Eind augustus 2024 werd bekendgemaakt dat Bajcetic op huurbasis zou uitkomen voor het Oostenrijkse RB Salzburg, ondanks interesse van FC Barcelona. Hij maakte zijn debuut voor de club op 18 september, in een Champions League-wedstrijd tegen Sparta Praag (3-0 verlies).

## Clubstatistieken
| Seizoen     | Club         | Competitie     | Competitie | Competitie | Beker | Beker | Europees | Europees | Totaal | Totaal |
| Seizoen     | Club         | Competitie     | Wed.       | Dlp.       | Wed.  | Dlp.  | Wed.     | Dlp.     | Wed.   | Dlp.   |
| ----------- | ------------ | -------------- | ---------- | ---------- | ----- | ----- | -------- | -------- | ------ | ------ |
| 2022-23     | Liverpool FC | Premier League | 11         | 1          | 4     | 0     | 4        | 0        | 19     | 1      |
| 2023-24     | Liverpool FC | Premier League | 0          | 0          | 0     | 0     | 1        | 0        | 1      | 0      |
| Club totaal | Club totaal  | Club totaal    | 11         | 1          | 4     | 0     | 5        | 0        | 20     | 1      |
| Totaal      | Totaal       | Totaal         | 11         | 1          | 4     | 0     | 5        | 0        | 20     | 1      |

Bijgewerkt t.e.m. 21 september 2023

## Interlandcarrière
Bajcetic bezit zowel de Spaanse als de Servische nationaliteit. Hij kwam uit voor de nationale jeugdelftallen van Spanje.